# Wilajet surchandaryjski
Wilajet surchandaryjski (uzb. Surxondaryo viloyati / Сурхондарё вилояти) – jeden z 12 wilajetów Uzbekistanu. Znajduje się w południowej części kraju.